# Нейролепсия
Нейролепсия — состояние организма, возникающее во время нейролептанальгезии и характеризующееся снижением двигательной и психической активности, безразличия к окружающим. Проявляется снижением двигательной активности, необходимостью большого волевого усилия при совершении действий, обеднением переживаний и творческой продуктивности, уменьшением количества ассоциаций.
Под нейролепсией понимается также эффект нейролептиков (антипсихотиков), который может проявляться не только психической составляющей (глубокое эмоциональное успокоение, обеднение переживаний, подавление двигательной и идеаторной активности), но и неврологическими, соматовегетативными побочными эффектами.